# Falco
Falco es un género de aves falconiformes de la familia Falconidae; varias especies son comúnmente conocidas como halcones, cernícalos, o alcotanes.
Los halcones tienen alas finas, acentuadas, que les permiten alcanzar velocidades extremadamente altas. Los halcones peregrinos son los animales más rápidos del planeta, alcanzando velocidades en vuelo en picado entre los 230 a 360 km/h. En vuelo horizontal alcanza los 96 km/h aproximadamente.

## Resumen
Los halcones se dividen a grandes rasgos en tres o cuatro grupos. El primero contiene a los cernícalos (probablemente exceptuando al cernícalo americano); por lo general son halcones pequeños y robustos cuyo dorso es principalmente marrón y a veces sexualmente dimórficos; tres especies africanas que son generalmente de color gris se distinguen de los miembros típicos de este grupo. Los cernícalos se alimentan principalmente de animales terrestres vertebrados e invertebrados de tamaño adecuado, como roedores, reptiles o insectos.
El segundo grupo contiene especies ligeramente más grandes (en promedio), el alcotán y sus parientes. Estas aves se caracterizan por una cantidad considerable de color gris pizarra oscuro en su plumaje; sus zonas malares  son casi siempre negras. Se alimentan principalmente de aves más pequeñas.
En tercer lugar están el halcón peregrino y sus parientes, poderosas aves de tamaño variable que también tienen la zona malar negra (excepto algunos morfos de color muy claro), y a menudo también un gorro negro. Son aves muy rápidas, con una velocidad máxima de 390 kilómetros por hora. Por lo demás, son algo intermedio entre los otros grupos, siendo principalmente de color gris con algunos tonos más claros o marrones en sus partes superiores. Por término medio, tienen un dibujo más delicado que los aficionados y, si se excluyen los alcotán y los hierofálidos (véase más adelante), este grupo suele contener especies con barrado horizontal en la parte inferior. A diferencia de los otros grupos, en los que el color de la cola varía mucho en general pero poco según el parentesco evolutivo, Sin embargo, el cernícalo zorro y el cernícalo mayor pueden diferenciarse a primera vista por el color de su cola, pero no por mucho más; podrían ser parientes muy cercanos y probablemente estén mucho más próximos entre sí que los cernícalos primilla y común. Las colas de los grandes halcones son de un gris oscuro bastante uniforme, con una banda negra poco visible y pequeñas puntas blancas, aunque esto es probablemente plesiomorfo. Estas grandes especies de Falco se alimentan de aves medianas y vertebrados terrestres.
Muy similares a éstas, y a veces incluidas en ellas, son las aproximadamente cuatro especies de hierofalcón (literalmente, "halcones-falcón"). Representan taxones con, por lo general, más feomelaninas, que imparten colores rojizos o marrones, y un plumaje generalmente más fuertemente modelado que recuerda al de los halcones. Sus partes inferiores presentan un patrón longitudinal de manchas, líneas o marcas en forma de punta de flecha.
Aunque estos tres o cuatro grupos, vagamente circunscritos, son un arreglo informal, probablemente contienen varios clados distintos en su totalidad.
Un estudio del ADNmt citocromo b secuencia de algunos cernícalos identificó un clado que contenía al cernícalo común y a las especies afines con raya malar, excluyendo a taxones como el cernícalo mayor (que carece de raya malar), el cernícalo menor (que es muy similar al común, pero también carece de franja malar), y el cernícalo americano, que tiene franja malar, pero su patrón de color -aparte del dorso parduzco- y también las plumas negras detrás de la oreja, que nunca se dan en los cernícalos verdaderos, recuerdan más a algunos pasatiempos. Los cernícalos malares se separaron aparentemente de sus parientes en el Gelasiano, hace aproximadamente 2,0-2,5 millones de años (Mya), y son aparentemente de origen tropical de África oriental. Todo el grupo de los "verdaderos cernícalos" -excluyendo las especies americanas- es probablemente un clado distinto y bastante joven, como también sugieren sus numerosas apomorfías.
Otros estudios

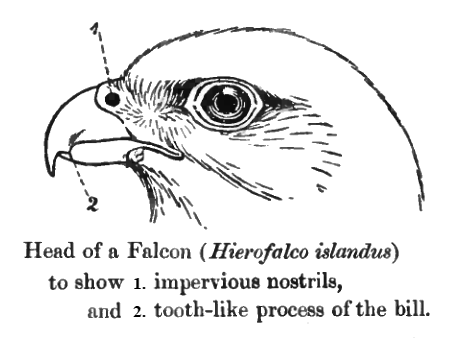
La mayoría de los miembros del género Falco muestran un "diente" en la mandíbula superior

 han confirmado que los halcones hierofílicos son un grupo monofilético y que la hibridación es bastante frecuente al menos en las especies de halcones más grandes. Los estudios iniciales de los datos de la secuencia del citocromo b del ADNmt sugerían que los halcones jeroglíficos son basal entre los halcones vivos. El descubrimiento de un NUMT demostró que esta teoría anterior era errónea. En realidad, los halcones jeroglíficos son un grupo bastante joven, que se originó al mismo tiempo que el inicio de la radiación principal de los cernícalos, alrededor de 2 Mya. Existe muy poca historia fósil de este linaje. Sin embargo, la diversidad actual de origen muy reciente sugiere que este linaje puede haber estado a punto de extinguirse en el pasado reciente.
La filogenia y las delimitaciones de los grupos de los peregrinos y los alcatraces son más problemáticas. Sólo se han realizado estudios moleculares sobre unas pocas especies, y los taxones morfológicamente ambiguos han sido a menudo poco investigados. La morfología de la siringe, que contribuye bien a resolver la filogenia general de los Falcónidos, no es muy informativa en el presente género. No obstante, se confirma que un grupo central que contiene a los halcones peregrinos y de Berbería, los cuales, a su vez, se agrupan con los hierofalcones y el más lejano halcón de las praderas (que a veces se colocaba con los hierofalcones, aunque es totalmente distinto biogeográficamente), así como al menos la mayoría de las aficiones "típicas", son monofilético como se sospechaba.
Dado que las especies de Falco americanas de hoy en día pertenecen al grupo de los peregrinos, o son especies aparentemente más basales, la radiación evolutiva inicialmente más exitosa parece haber sido una Holártica que se originó posiblemente alrededor de Eurasia central o en (el norte de) África. Uno o varios linajes estaban presentes en Norteamérica a más tardar en el Plioceno temprano.
El origen de los principales grupos de Falco actuales -los "típicos" alcatraces y cernícalos, por ejemplo, o el complejo halcón peregrino-hierofálico, o el linaje del halcón aplomado- puede situarse con bastante seguridad a partir del límite Mioceno-Plioceno a través del Zancleano y el Piacenziano y justo en el Gelasiano, es decir, entre 2. 4 a 5,3 Mya, cuando se diversificaron los cernícalos malares. Algunos grupos de halcones, como el complejo hierofalcón y la superespecie peregrina-barbara, sólo han evolucionado en épocas más recientes; las especies del primero parecen tener unos 120.000 años.

## Taxonomía
El género Falco fue introducido en 1758 por el naturalista sueco Carl Linnaeus en la décima edición de su Systema Naturae. La especie tipo es el Merlín (Falco columbarius). El nombre del género Falco es Latín tardío que significa "halcón" de falx, falcis, que significa "una hoz", refiriéndose a las garras del ave. En inglés medio y francés antiguo, el título faucon se refiere genéricamente a varias especies de rapaces cautivas.
El término tradicional para un halcón macho es tercel (en inglés británico) o tiercel (American spelling), del latín tertius (3) debido a la creencia de que sólo de uno de cada tres huevos salía un ave macho. Algunas fuentes atribuyen la etimología al hecho de que un halcón macho es aproximadamente un tercio más pequeño que una hembra. Un polluelo de halcón, especialmente uno criado para cetrería, aún en estado de plumón, se conoce como eyas (a veces deletreado eyass). La palabra surgió por división errónea del francés antiguo un niais, del latín presunto nidiscus (nido) de nidus (nido). La técnica de caza con aves rapaces cautivas adiestradas se conoce como cetrería. 
En comparación con otras aves rapaces, el registro fósil de los halcones no está bien distribuido en el tiempo. Los fósiles más antiguos asignados tentativamente a este género son del Mioceno tardío, hace menos de 10 millones de años. Esto coincide con un período en el que muchos géneros modernos de aves se hicieron reconocibles en el registro fósil. Sin embargo, es posible que el linaje de los halcones sea algo más antiguo que esto, y, dada la distribución de los taxones de Falco fósiles y vivos, es probable que sea de origen norteamericano, africano o, posiblemente, de Oriente Medio o Europa. Los halcones no están estrechamente relacionados con otras aves de presa, y sus parientes más cercanos son loros y pájaros cantores.

## Especies
- Alcotán africano: Falco cuvierii

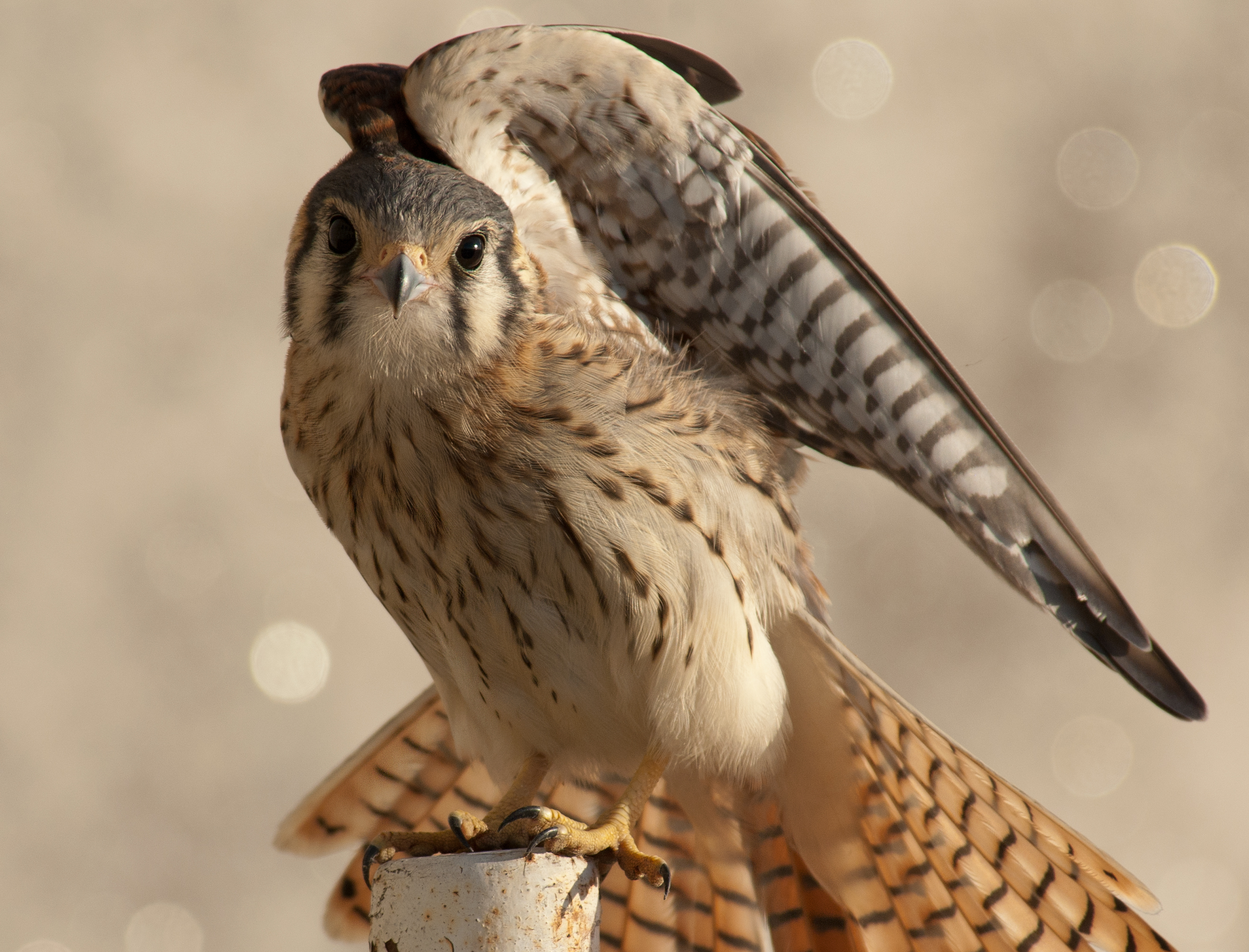
Cernícalo americano (Falco sparverius cinnamominus) en Montevideo, Uruguay.

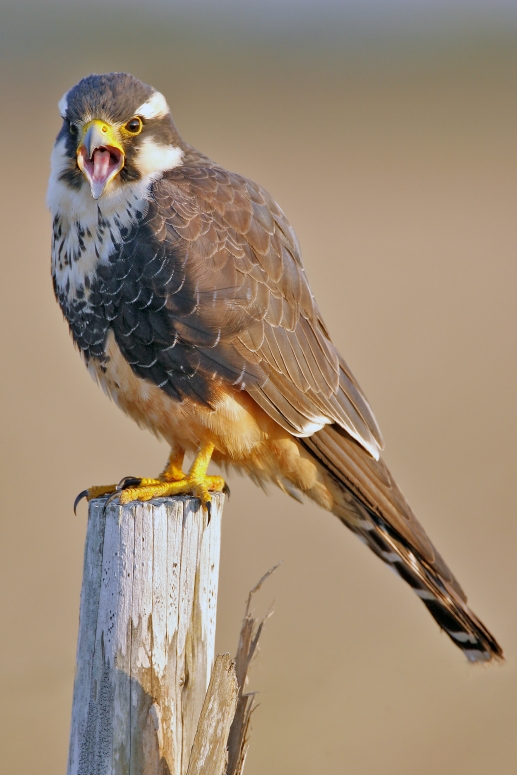
Halcón aleto (Falco femoralis).

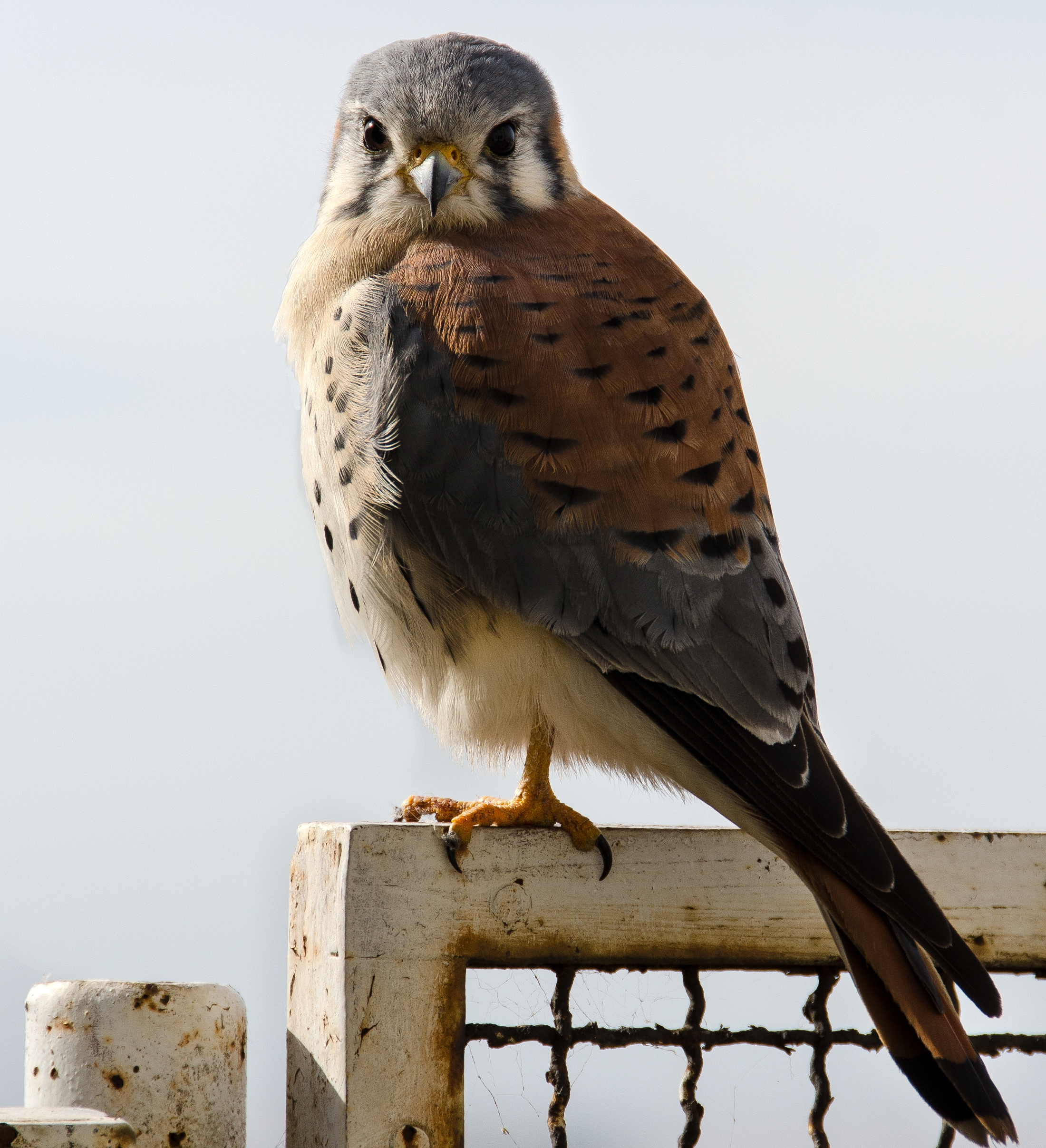
Cernícalo americano (Falco sparverius cinnamominus) en Montevideo, Uruguay.

- Alcotán australiano: Falco longipennis
- Alcotán europeo: Falco subbuteo
- Alcotán oriental: Falco severus
- Alcotán turumti: Falco chicquera
- Cernícalo africano: Falco rupicolus
- Cernícalo americano: Falco sparverius
- Cernícalo australiano: Falco cenchroides
- Cernícalo de Aldabra: Falco newtoni
- Cernícalo de dorso negro: Falco dickinsoni
- Cernícalo de la Isla Mauricio: Falco punctatus
- Cernícalo de las Molucas: Falco moluccensis
- Cernícalo de las Seychelles: Falco araeus
- Cernícalo de ojos blancos: Falco rupicoloides
- Cernícalo de patas rojas: Falco vespertinus
- Cernícalo del Amur: Falco amurensis
- Cernícalo gris: Falco ardosiaceus
- Cernícalo malgache: Falco zoniventris
- Cernícalo primilla: Falco naumanni
- Cernícalo vulgar: Falco tinnunculus
- Cernícalo zorruño: Falco alopex
- Esmerejón: Falco columbarius
- Halcón berigora: Falco berigora
- Halcón borní: Falco biarmicus
- Halcón colorado/pechirrojo: Falco deiroleucus
- Halcón de Eleonor: Falco eleonorae
- Halcón gerifalte: Falco rusticolus
- Halcón gris: Falco hypoleucos
- Halcón maorí: Falco novaeseelandiae
- Halcón mexicano: Falco mexicanus
- Halcón murcielaguero: Falco rufigularis
- Halcón negro: Falco subniger
- Halcón opaco: Falco concolor
- Halcón peregrino: Falco peregrinus
- Halcón plomizo: Falco femoralis
- Halcón sacre: Falco cherrug
- Halcón tagarote: Falco pelegrinoides
- Halcón taita: Falco fasciinucha
- Halcón yággar: Falco jugger